# 加华资本
加华资本管理股份有限公司，简称加华资本（英语：Harvest Capital），原名加华伟业资本。是一家专注于大消费与现代服务行业的私募股权投资机构，由宋向前于2007年创立。公司在北京、上海和香港设有办公室，管理资金规模超过290亿元人民币。加华资本主要投资于消费行业中的衣、食、住、行等领域，其投资案例包括今麦郎、东鹏饮料、洽洽食品、加加酱油、滴滴出行等。

## 历史发展
2019年4月，公司旗下的消费产业基金募集资金30亿元人民币。
2021年，加华资本获得普洛斯与红杉中国近8亿元人民币的战略投资。

## 社会
2018福布斯评选为中国最佳私募股权投资机构30强。
融资中国 2019 年度中国最佳私募股权投资机构，序列75位。